# Estadi Municipal de Schifflange
L'Estadi Municipal de Schifflange és un estadi de futbol a la ciutat de Schifflange, al sud-est de Luxemburg. Actualment és l'estadi del Football Club Schifflange 95. Té capacitat per a 3.400 persones.